# River Road (Karolina Północna)
River Road – jednostka osadnicza w Stanach Zjednoczonych, w stanie Karolina Północna, w hrabstwie Beaufort.